# 新潟県道301号柳島信濃坂線
新潟県道301号柳島信濃坂線（にいがたけんどう301ごう やなぎしましなのざかせん）は、新潟県上越市内を通る一般県道である。

## 概要

### 路線データ
- 起点：新潟県上越市牧区柳島字藪田（国道405号交点）
- 終点：新潟県上越市安塚区信濃坂字石拂（国道403号交点）

## 地理

### 通過する自治体
- 新潟県上越市

### 接続する道路
- 国道405号（起点：上越市牧区柳島字藪田）
- 新潟県道425号高尾田島線（上越市牧区田島字馬背）
- 新潟県道359号上牧棚広線（上越市牧区倉下字居平）
- 新潟県道278号牧横住線（上越市牧区棚広字水頭）

この間冬季閉鎖区間あり（場所：上越市牧区宇津俣 - 菅、距離：1.2km、期間：11月下旬 - 6月上旬、迂回路：なし）
この間未開通区間あり（上越市牧区宇津俣 - 上越市安塚区真荻平）（迂回路：なし）
- 国道403号（終点：名立大橋東詰交差点）

## 周辺
- 上越市国民健康保険牧診療所
- 新潟県警察 上越警察署
  - 柳島駐在所
  - 桜滝駐在所
  - 信濃坂駐在所
- 上越市役所 牧区総合事務所（旧・牧村役場）
- 上越市立牧中学校
- 上越市立牧小学校
- JAえちご上越 牧支店
- 牧村郵便局
- 菱里郵便局
- 太平洋精機
  - 新潟工場
  - テーエヌシー 本社・工場
- 牧体育館